# Liste der Naturdenkmale in Schöneck (Hessen)
Die Liste der Naturdenkmale in Schöneck (Hessen) nennt die in der Gemeinde Schöneck im Main-Kinzig-Kreis gelegenen Naturdenkmale.
| Bild            | Bezeichnung             | Ortsteil, Lage                         | Beschreibung | Art | Nr.    |
| --------------- | ----------------------- | -------------------------------------- | ------------ | --- | ------ |
| Fotos hochladen | Platanen im Schlosspark | Büdesheim 50° 12′ 53,3″ N, 8° 50′ 8″ O |              |     | 435193 |

## Belege
1. ↑  
Naturdenkmale im Main-Kinzig-Kreis. (PDF; 74 kB) Umweltbericht MKK. Main-Kinzig-Kreis, August 2015, archiviert vom Original (nicht mehr online verfügbar) am 24. Januar 2016; abgerufen am 22. Januar 2016.

- Karte mit allen Koordinaten:
- OSM |
- WikiMap